# Napa megye
Napa megye az Amerikai Egyesült Államokban, azon belül Kalifornia államban található. Lakosainak száma 138 019 fő (2020. április 1.). Napa megye Lake, Yolo, Solano és Sonoma megyékkel határos.

## Népesség
A megye népességének változása:
| Lakosok száma | 136 780 | 137 883 | 138 916 | 140 326 | 142 456 | 141 294 | 137 744 | 138 019 |
|               | 2010    | 2011    | 2012    | 2013    | 2015    | 2018    | 2019    | 2020    |